# Induismo in Africa

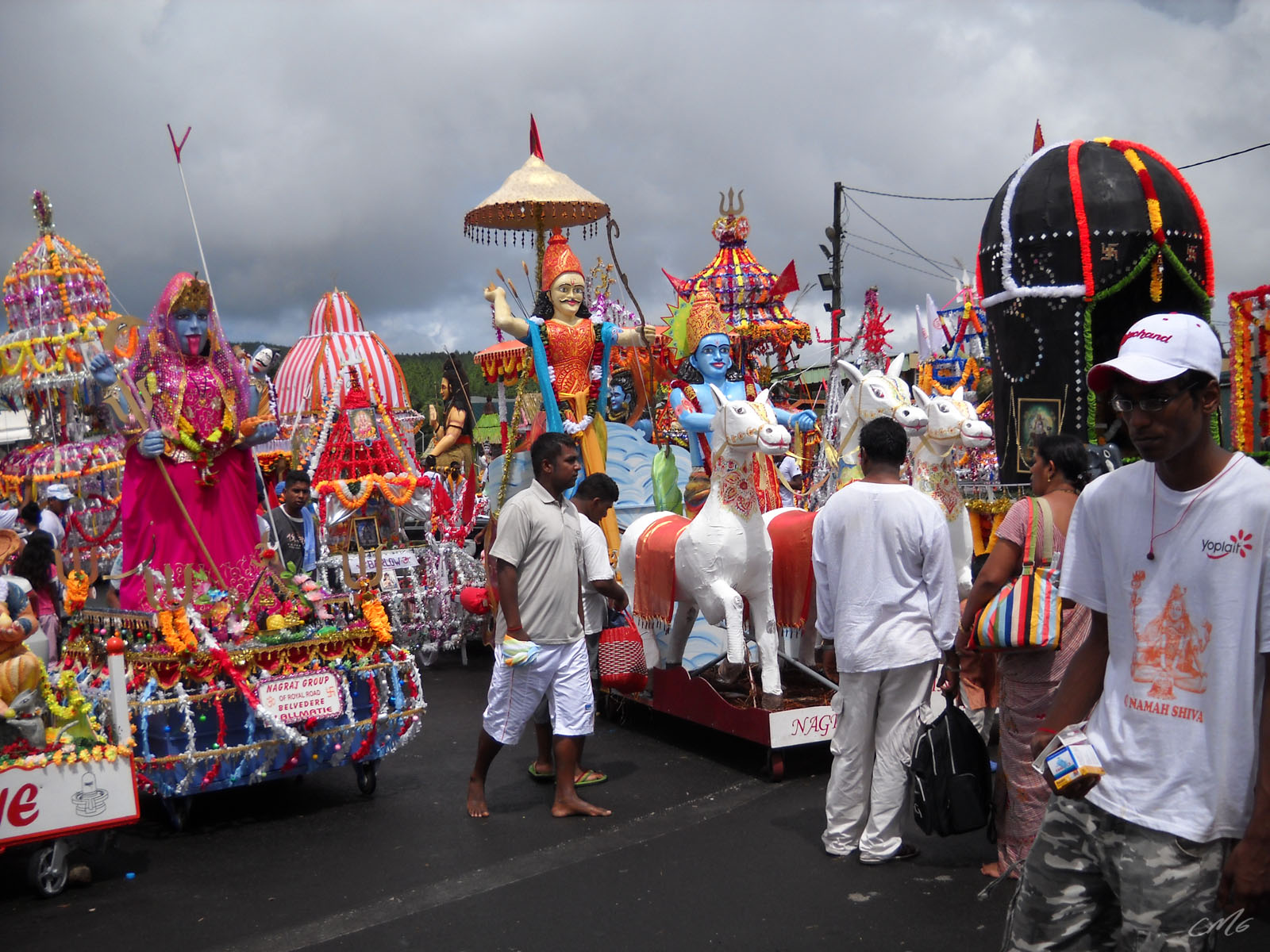
Celebrazione induista a Mauritius

Mauritius è l'unico paese dell'Unione africana dove l'induismo è la religione predominante, con il 56,4% della popolazione di origine indù nel 2010.

## Storia
L'induismo ha messo radici in Africa a partire dalla fine del XIX  secolo attraverso l'emigrazione facilitata dall'Impero britannico, che aveva colonizzato enormi distese di territorio in tutta l'Asia e l'Africa, tra cui la quasi totalità del subcontinente indiano. Molti indiani sono così stati reclutati come servitori ed aiutanti in tutto l'impero, tanto che finirono con lo stabilirsi definitivamente soprattutto nelle colonie britanniche del sudafrica e dell'Africa orientale. I discendenti di questi coloni spesso hanno scelto di rimanere in Africa anche dopo la fine del dominio coloniale, sviluppando comunità Indo-africane che rimangono attive fino ai giorni nostri.
L'induismo è una religione che non fa proselitismo e non si è pertanto propagato alla stessa misura o attraverso gli stessi mezzi come il cristianesimo e l'islam. Come tale, essa è in gran parte stata limitata nella pratica sacrificale e rituale dalle comunità indo-africane di questi paesi. Tuttavia, nell'Africa post-coloniale, un movimento di piccola scala per l'induismo e la sua propagazione anche verso l'esterno si è verificato tra la comunità indo-africana, guidata da individui come Swami Ghanananda, il primo indù Swami originario del Ghana.
A tutt'oggi Lagos, in Nigeria, che non ha ricevuto un afflusso originale di migranti indiani come hanno fatto invece paesi come il Sudafrica e l'Uganda, è la patria di oltre 25.000 indù convertiti per lo più locali e recentemente, dopo l'indipendenza, anche grazie ad immigrati indiani. Questo è stato in primo luogo di lavoro per i missionari della Associazione internazionale per la coscienza di Krishna (ISKCON).
Mentre l'induismo è stato citato come essere in possesso di molti paralleli con le tradizionali religioni africane, ha ricevuto una forte opposizione da parte dalle élite cristiane più radicate e dalle stesse minoranze musulmane di questi paesi. La fede e tradizione spirituale di Swaminarayan ha un seguito considerevole in Africa. Molti Mandir (templi appartenenti alla fede indù) sono stati costruiti in Kenya, Uganda, Tanzania e Zambia.